# Peter Boeve
Peter Boeve, né le 14 mars 1957 à Uddel dans la commune d'Apeldoorn, est un joueur football néerlandais qui évoluait au poste de défenseur. Il joue entre autres pour l'Ajax Amsterdam, faisant partie du Club van 100, et en faveur de l'équipe nationale. Après sa carrière de joueur, il se reconvertit comme entraîneur.

## Biographie

### Carrière en club
Peter Boeve commence sa carrière au Vitesse Arnhem. Il joue ensuite pendant près de neuf saisons en faveur de l'Ajax Amsterdam. Il termine sa carrière en Belgique, avec le Germinal Ekeren.
Il dispute un total de 276 matchs en championnat, inscrivant 16 buts, avec notamment 261 rencontres en Eredivisie. Il remporte avec l'Ajax quatre titres de champion en 1980, 1982, 1983 et 1985. Il gagne également trois coupes nationales.
Au sein des compétitions européennes, il joue 16 matchs en Coupe d'Europe des clubs champions, quatre en Coupe de l'UEFA, et 10 en Coupe des coupes. Il est demi-finaliste de la Coupe des clubs champions en 1980, en étant battu par le club anglais de Nottingham Forest. Il remporte ensuite la Coupe des coupes en 1987, en s'imposant sur l'équipe allemande du Lokomotive Leipzig en finale.

### Carrière en équipe nationale
Peter Boeve reçoit 16 sélections en équipe des Pays-Bas entre 1982 et 1986, sans inscrire de but.
Il joue son premier match en équipe nationale le 25 mai 1982, en amical contre l'Angleterre (victoire 2-0 à Londres. Il reçoit sa dernière sélection le 14 mai 1986, en amical contre l'Allemagne de l'Est (défaite 3-1 à Dortmund).
Il joue sept matchs rentrant dans le cadre des éliminatoires de l'Euro 1984 et trois rencontres lors des éliminatoires du mondial 1986.

### Carrière d'entraîneur
Après avoir raccroché les crampons, il se lance dans une carrière d'entraîneur. Il commence par entraîner les jeunes du Vitesse Arnhem, puis devient entraîneur en chef du RKC Waalwijk pendant deux saisons.
Il est ensuite entraîneur adjoint au Willem II et à l'Ajax Amsterdam. Il est par la suite entraîneur en chef du FC Zwolle de 2000 à 2004, et du FC Omniworld de 2007 à 2009. Il est ensuite entraîneur adjoint en Belgique, au SV Zulte Waregem.
Il retourne ensuite aux Pays-Bas, devenant l'entraîneur principal du CSV Apeldoorn de 2015 à 2017.

## Palmarès
Avec l'Ajax Amsterdam
- Coupe d'Europe des vainqueurs de coupe
  - Vainqueur : 1987
- Championnat des Pays-Bas
  - Champion : 1980, 1982, 1983 et 1985
  - Vice-champion : 1981, 1986, 1987 et 1988
- Coupe des Pays-Bas
  - Vainqueur : 1983, 1986 et 1987
  - Finaliste : 1980 et 1981

Avec le Germinal Ekeren
- Championnat de Belgique de D3
  - Champion : 1988